# Frédéric Piton
Pour les articles homonymes, voir Piton (homonymie).
Frédéric Théodore Piton, né à Strasbourg le 12 mars 1800 (21 ventôse an VIII) où il est décédé le 12 juillet 1871, est un relieur, libraire-éditeur et bibliothécaire strasbourgeois.
Franc-maçon, il était membre des Frères réunis.
Alfred Touchemolin, son beau-fils, exécuta son portrait en 1851. Quelques années plus tard, le photographe Charles David Winter en réalisa un également.

## Œuvres
- Strasbourg illustré ou panorama pittoresque, historique et statistique de Strasbourg et de ses environs, 1855
- Promenade en Alsace. Monographies historiques, archéologiques et statistiques. Ribeauvillé et ses environs, 1856 ?
- La cathédrale de Strasbourg, 1861
- Strasbourg, Décembre 1855. Monogrammes et inscriptions entre la couronne et la croix de la flèche de la cathédrale de Strasbourg, 1884
- Siège de Strasbourg. Journal d'un assiégé, notes et dessins par Alfred Touchemolin, 1900

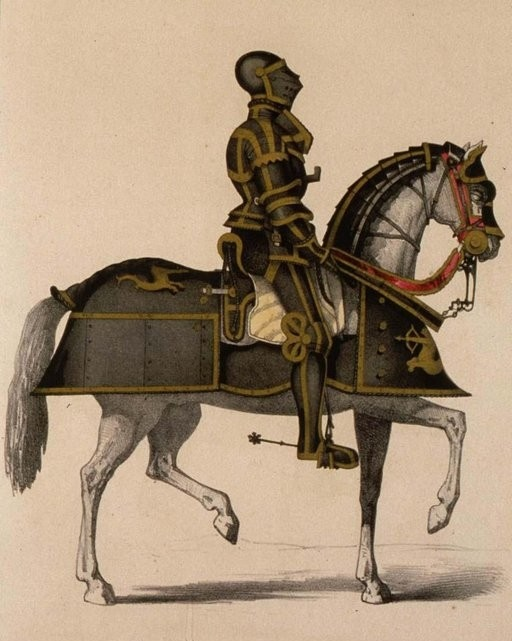
Armure d'un cavalier bavarois du XVIe siècle (dessin de Frédéric Piton, Bibliothèque nationale et universitaire de Strasbourg).

## Hommages

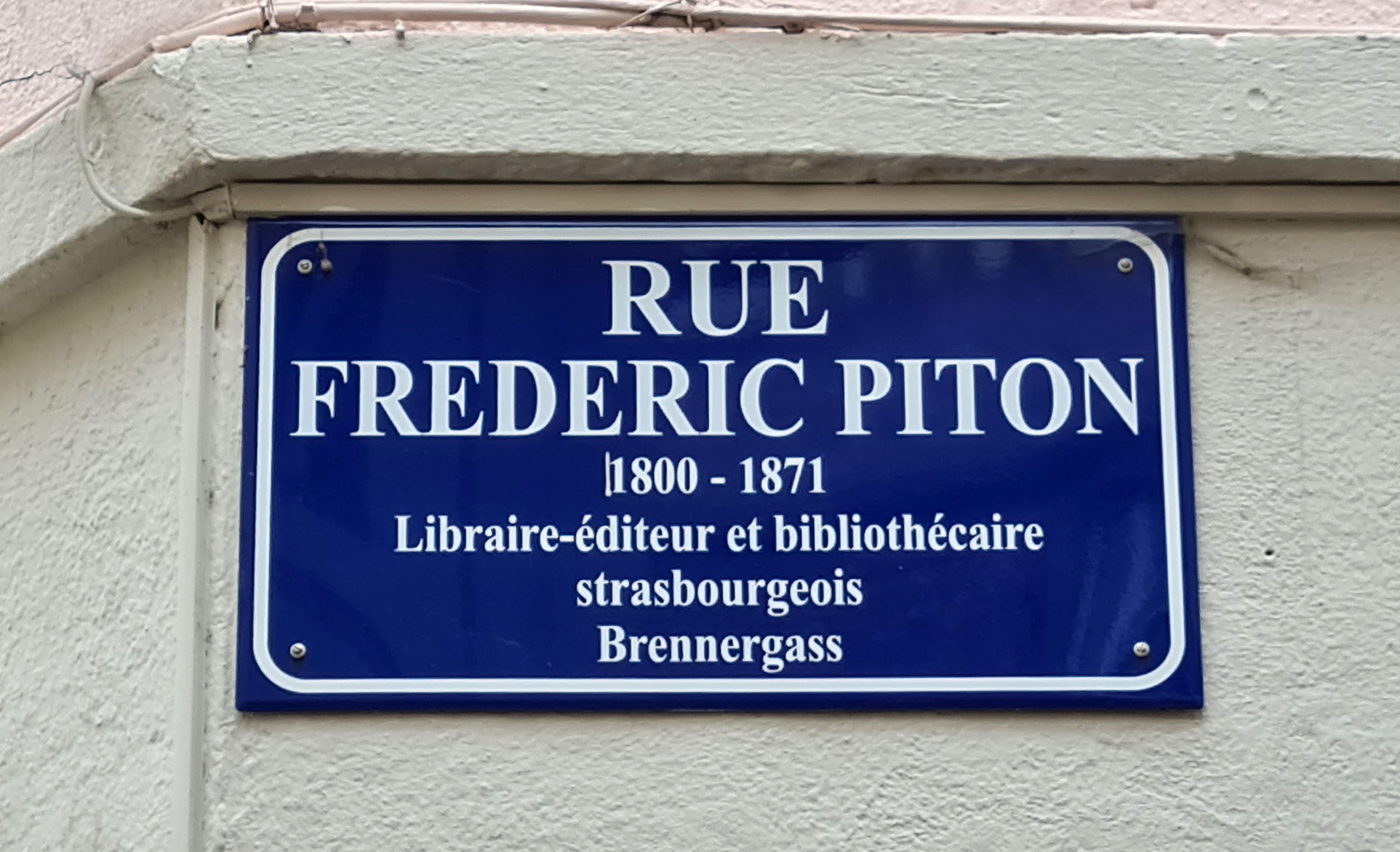
Plaque de la rue Frédéric-Piton à Strasbourg.

Une voie de Strasbourg porte son nom, la rue Frédéric-Piton.